# درخت برزیل
برزیل‌وود (نام علمی: Caesalpinia echinata) نام یک گونه از سرده گل ابریشم است.